# Save Your Life
『Save Your Life』（セイブ・ユア・ライフ）は、平原綾香が「平原綾香 & ダニエル・パウター」名義で発売した配信限定シングル。

## 解説
シングルとしては『MOSHIMO』より約1年振りとなる。
本作はダニエル・パウターとのデュエットとなっており、歌詞は日本語詞と英語詞が交互に繰り返されていく形で構成されており、基本的には英語詞をパウターが、日本語詞を平原が担当しているが、一部のパートではパウターが日本語で歌っているパートもあり、平原も一部のパートを英語で歌っている。
楽曲自体は2020年に制作されており、「何も良くならない今の世で、永遠などは存在せず、出来る事は今をしっかりと生き抜く事だけ、つかまることだけ。」というメッセージが込められており、新型コロナウィルスの影響を受けて世界がコロナ禍に見舞われる今世が投影された仕上がりとなっている。新型コロナウィルスの影響の関係で全工程にわたってリモート・ビューイングによるレコーディングが行われ、ビデオ・クリップにおいてもリモートを通した共演という形が取られている。

## 収録曲
1. Save Your Life
作詞・作曲：Daniel Powter・AIKA・Liz Rose / 編曲：NicoTheOwl

## 楽曲の収録アルバム
Save Your Life
- 『Save Your Life 〜AYAKA HIRAHARA All Time Live Best〜』